# Minna Canth
Minna Canth, nata Ulrika Wilhelmina Johnsson (Tampere, 19 marzo 1844 – Kuopio, 12 maggio 1897), è stata una scrittrice finlandese, nota anche come femminista e attivista sociale, innovatrice della letteratura del suo Paese e pioniera del realismo finlandese.

## Biografia
Nacque in una famiglia operaia e nell'autunno del 1863, diventò la prima studentessa a studiare come insegnante nel seminario Jyväskylä appena creato.
Sposò il giornalista Johan Ferdinand Canth (1835-1879).
Quando il marito divenne direttore di un giornale, Minna incominciò una decisa campagna femminista.
Nonostante la sua ardua situazione, venutasi a creare dopo la morte del marito e la presenza di sette figli da mantenere, Minna proseguì la sua attività di scrittrice.
I temi ricorrenti dei suoi primi lavori furono soprattutto le ingiustizie sociali e i guasti provocati dalla miseria.
I drammi Työmiehen vaimo (La moglie dell'operaio) del 1885 e Kovan onnen lapsia (Figli della sventura) del 1888 si caratterizzarono per un intenso realismo e per il gusto di scene violente.
Nel 1887 firmò per la prima volta il documento di fondazione dell'Associazione per la libertà e la tolleranza della Finlandia, in cui espresse il suo giudizio riguardante le tematiche religiose.
Nella successiva fase letteraria, Minna Canth focalizzò le problematiche morali, evidenziando ottime qualità di penetrazione psicologica.
Nel dramma Papin perhe (La famiglia del pastore) del 1891 l'autrice ripresentò il contrasto fra padri e figli, mentre in Sylvi del 1893 mostrò segni di influenza ibseniana, descrivendo la storia di una giovinetta generosa ma eccessivamente impulsiva.
Nel 1892 con Agnes e con Sylvi l'anno seguente, Canth approfondì ulteriormente la psicologia femminile.
Il tema principale in entrambe le opere è la tragica libertà del volere, la prima è ambientata a San Pietroburgo; nella seconda la protagonista arriva ad avvelenare il marito a causa del suo rifiuto di concederle il divorzio.
In una delle sue opere più riuscite, Anna Liisa del 1895, invece l'autrice evidenziò elementi di ispirazione tolstojani, riuscendo a portare a compimento l'operazione di trasfigurazione del male con modalità e strumenti artistici, nell'approfondimento della psicologia dell'infanzia.
Minna Canth morì il 12 maggio 1897, all'età di 53 anni, per un attacco di cuore.
Fu sepolta nel cimitero di Kuopio. 
Minna Canth è stata la prima donna a ricevere un suo Flag days in Finlandia, a partire dal 19 marzo del 2007.

## Opere principali
- Työmiehen vaimo, WSOY, Porvoo 1885
- Sylvi, Otava, Helsinki 1893
- Spiritistinen istunto, Telén, 1894
- Salakari, Edlund, Helsinki 1887
- Roinilan talossa, WSOY, Porvoo 1885
- Papin perhe, Otava, Helsinki 1891
- Murtovarkaus, WSOY, Porvoo 1883
- Weilin & Göös, Espoo 1889
- Köyhää kansaa, Edlund, Helsinki 1886
- Kovan onnen lapsia, Edlund, Helsinki 1888
- Kotoa pois, Otava, Helsinki 1895
- Hän on Sysmästä, WSOY, Porvoo 1893
- Hanna, Edlund, Helsinki 1886
- Anna Liisa, WSOY, Porvoo 1895
- Agnes, Otava, Helsinki 1911